# لیگ برتر فوتبال استونی
لیگ برتر فوتبال استونی (به استونیایی: Meistriliiga) معتبرترین لیگ فوتبال در کشور استونی است که از سال ۱۹۹۲ تاکنون برگزار می‌شود. این لیگ از ۱۰ تیم که از سراسر کشور استونی در آن شرکت می‌کنند برگزار می‌شود.
باشگاه فوتبال فلورا تالین با ۱۴ قهرمانی پرافتخارترین تیم این لیگ به حساب می‌آید.

## باشگاه‌ها بر پایه قهرمانی
| باشگاه          | 1  | 2  | 3 | فصل قهرمانی                                                                                  |
| --------------- | -- | -- | - | -------------------------------------------------------------------------------------------- |
| فلورا           | ۱۴ | ۷  | ۶ | ۱۹۹۳–۹۴, ۱۹۹۴–۹۵, ۱۹۹۷–۹۸, ۱۹۹۸, ۲۰۰۱, ۲۰۰۲, ۲۰۰۳, ۲۰۱۰, ۲۰۱۱, ۲۰۱۵, ۲۰۱۷, ۲۰۱۹ , ۲۰۲۰, ۲۰۲۲ |
| لوادیا          | ۱۰ | ۱۰ | ۳ | ۱۹۹۹, ۲۰۰۰, ۲۰۰۴, ۲۰۰۶, ۲۰۰۷, ۲۰۰۸, ۲۰۰۹, ۲۰۱۳, ۲۰۱۴ , ۲۰۲۱                                  |
| نومه کالیو      | ۲  | ۲  | ۴ | ۲۰۱۲, ۲۰۱۸                                                                                   |
| لانتانا         | ۲  | ۱  | ۲ | ۱۹۹۵–۹۶, ۱۹۹۶–۹۷                                                                             |
| نورما           | ۲  | ۱  | ۰ | ۱۹۹۲, ۱۹۹۲–۹۳                                                                                |
| تی‌وی‌ام‌کی        | ۱  | ۳  | ۵ | ۲۰۰۵                                                                                         |
| اینفونت         | ۱  | ۰  | ۰ | ۲۰۱۶                                                                                         |
| تالین سادام     | ۰  | ۲  | ۱ |                                                                                              |
| سیلامائه کالو   | ۰  | ۲  | ۱ |                                                                                              |
| ناروا ترانس     | ۰  | ۱  | ۶ |                                                                                              |
| استی پولوکیوی   | ۰  | ۱  | ۰ |                                                                                              |
| ویلیاندی تولویک | ۰  | ۱  | ۰ |                                                                                              |
| نیکول           | ۰  | ۰  | ۲ |                                                                                              |